# دهامال
دهامال (بالهندية: धमाल) (بالإنجليزية: Dhamaal) بالعربية معناه المرح أو أين مية مليون روبية؟ هو فيلم كوميدي هندي باللغة الهندية عام 2007 من إخراج إندرا كومار وإنتاج أشوك ثاكيريا. نجوم الفيلم سانجاي دوت، ريتيش ديشموك، أرشد وارثي، اشيش شودهاري وجاويد جعفري في الأدوار القيادية بينما أسراني، سانجاي ميشرا، مورالي شارما، فيجاي راز، مانوج باهوا، تيكو تالسانيا وبريم شوبرا واردة في الأدوار الداعمة. مستوحى من كتاب ستانلي كرامر إنه عالم مجنون، مجنون، مجنون، مجنون (1963)، وهو الجزء الأول من سلسلة أفلام دهامال.
في عام 2011، أنتج الفيلم تكملة بعنوان دابل دهامال، مع إعادة تمثيل الممثلين الرئيسيين لأدوارهم. تم إصدار تكملة ثالثة للفيلم تحت اسم توتال دهامال في فبراير 2019، مع عودة ديشموك ووارسي وجافري فقط بطاقم عمل جديد تمامًا وقصة جديدة، دون أي صلة بسابقاتها.

## الحبكة
تم طرد روي من وظيفته بسبب عدم حراسة مبنى معين. يستخدم آدي مزيجًا من الأغاني لعزف الساكسفون. بعد أن اكتشف جمهوره ذلك، قاموا بضربه. يحاول شقيق آدي المصاب بالتوحد ماناف استعادة ورقة نقدية بقيمة 50 روبية من رجل عن طريق الوصول إلى محفظته، فقط لتعلق يده في الجيب الخلفي للرجل، بينما يعيد المحفظة بعد الحصول على المال ويتبعه إلى أحد الأكشاك في الحمام. سرعان ما اكتشف الرجل الأمر وقام بضرب ماناف. يتسبب بومان كونتركتور عن طريق الخطأ في إتلاف نافذة سيارة والده ناري، ثم يتم طرده من منزله بواسطة ناري. وينتهي بهم الأمر جميعًا معًا في منزل امرأة، حيث يذهبون للحفلات في النوادي الليلية. لكن في المنزل، هم عديمو الفائدة، حيث أنهم لا يفعلون أي شيء ولم يدفعوا إيجارهم بعد، تطردهم المرأة من المنزل لعدم دفع إيجارهم وتطلب منهم الحصول على وظيفة لائقة.
في محاولة يائسة لكسب المال، وضعوا خطة. يطلب آدي من ماناف سرقة لوحة من المنزل لبيعها لابن رجل الأعمال الراحل دوييدي. لكن ماناف يلتقط عن طريق الخطأ لوحة فارغة. يبيعون اللوحة بطريقة ساخرة بمبلغ 20 ألف روبية إلى دويوييدي. ثم قاموا بأخذ اللوحة الأصلية بهدف بيعها للسيد أجراوال، دون أن يعرفوا أنه قد تم قتله. يتم التعامل مع القضية من قبل المفتش غادها كولكارني، الذي علم قبل ذلك بجريمة قتل السيد أجراوال. عندما يصل الأربعة إلى منزل أجراوال، يقوم باعتقالهم على الفور.
أثناء القيادة على الطريق السريع، يحرر كولكارني الأربعة بعد أن علم أنهم أبرياء. يشعر الأربعة بفرحة غامرة حتى يشهدوا فجأة حادث سيارة ويواجهون السائق المحتضر، دون بوس. يخبرهم أنه أخفى كنزًا في حديقة القديس سيباستيان في جوا تحت حرف "W" كبير. ويطلب منهم أن يقسموا المال بينهم بالتساوي ثم يموت. لقد صادفوا المفتش كابير ناياك الذي كان يحاول القبض على بوسي على مدى السنوات العشر الماضية. يحاول استخراج المعلومات من الأربعة ولكن دون جدوى، فيهربون من هناك ويقررون السفر إلى جوا. يائسًا من ترقيته، قرر كابير القبض على الأربعة. يقوم الأربعة بسرقة سيارة بومان التي لا تزال مملوكة لناري. تمكن الأصدقاء من سرقة السيارة ولكن ليس قبل ضرب ناري على رأسه وإغمائه. يفقد روي السيطرة على السيارة في الغابة ويصطدم بشجرة، مما يؤدي إلى كسر كلا المصابيح الأمامية. قرروا قضاء الليل في السيارة. في اليوم التالي، تم نقل كابير إلى يافاتمال لفشله في القبض على بوس. غاضبًا، يتجه نحو طاولته حيث ينتظره ناري لتقديم شكوى ضد ابنه لسرقة سيارته، ويعطي كابير صور بومان وسيارته. وفي هذه الأثناء، عثر الأربعة على جسر مكسور وهو السبيل الوحيد عبر الغابة. لقد قرروا القفز من السيارة لكن بومان كان مترددا في القيام بذلك. لقد نجحوا في تحقيق النجاح لكن المشروع تعطل وانفجر.
يتعقب كابير الأربعة بعد اكتشاف السيارة المدمرة. يتمكن من معرفة مكان الكنز بسبب صمت ماناف. يربطهم جميعًا الأربعة إلى شجرة وينطلق. ومع ذلك، تمكنوا من الهروب وتبين أن روي قام بالفعل بقطع أسلاك محرك سيارة كابير للتأكد من أنه لم يذهب بعيدًا. يصلون إلى دبا ويتظاهرون بأنهم محققون. إنهم يجعلون القرويين ومالك الدهابا يعتقدون أن كابير هو باشا، زعيم عصابة خطير، ويغريهم بالقبض عليه مقابل المكافأة التي تبلغ 15 لكح روبية. يهزم كابير القرويين ويصل هو والأربعة إلى تسوية - 60% ستكون ملكًا للأربعة و 40% ستكون ملكًا لكابير. لكن آدي يصر على أن تكون أمواله وأموال ماناف في أسهم منفصلة عندما كانا يخططان لدفع مبلغ لبومان كسهم واحد مقابل إتلاف سيارته. ومن ثم ينشب قتال ويتم الاتفاق على أن من يصل إلى الكنز أولاً سوف يأخذ كل الأموال.
يتوجه جميع الأربعة إلى أماكن مختلفة ويحاولون الوصول إلى جوا في أقرب وقت ممكن. يلتقي روي باللص بابو باي ويتفقان على تقسيم الأموال بينهما بشرط أن يصلا إلى جوا في أقرب وقت ممكن. ويلتقي بومان أيضًا بوالده. على الرغم من أن ناري أراد في البداية قتل ابنه، إلا أنه غير رأيه بعد أن علم بالعشرة كرور. يجد ناري وبومان طيارًا خاصًا، لكن الظروف المضحكة تجعل الثنائي يطير في يأس تام عندما يتخلى الطيار عن الثور وينهار في إدمان الكحول بينما يدفعهم مزود خدمة العملاء في شركة الطيران دك مالك إلى الجنون تقريبًا، ويفشل في إنقاذ نفسه، لكنهما يتمكنان من الوصول إلى جوا. أدي وماناف يسافران معًا. يستمرون في الفشل في الحصول على رحلة لنقلهم إلى جوا حتى يصطدموا بإير، الذي يزعجهم طوال الرحلة من خلال تمديد اسمه الأبوي بشكل مستمر أثناء تقديم نفسه. يكاد كابير ينجو من الموت مع طفل في المدرسة أنقذه عندما كان معلقًا على منحدر، ويُضطر إلى التعامل مع بعض أطفال المدارس الذين كان من المفترض أن يزوروا ويؤدوا في حدث خيري.
وأخيرًا، عندما وصلا معًا إلى الحديقة، اتفقا على العثور على الكنز معًا قبل تقسيمه. يجدون أربع أشجار نخيل على شكل حرف W، لكن كابير يصل إلى هناك ويطلب منهم تقسيم الأموال عليهم، وهو ما يوافق عليه الجميع. يحفرون هناك ويتمكنون من العثور على المال. لكن مرة أخرى ينشأ صراع حول دفع ثمن الأضرار التي لحقت بالسيارة. يشعر الجميع بالغضب عندما يقرر آدي وماناف دفع المال كوحدة واحدة ولكن كوحدات منفصلة أثناء أخذ المال. يستمر القتال حيث يأخذ كابير كل الأموال ويهرب. يحاول الهروب في منطاد الهواء الساخن على الشاطئ لكنه يجده مربوطًا بعمود. يغوص في محاولة لقطع الحبل لكنه يتعرض للضرب من قبل بقية الذين يطاردونه. انطلق البالون بعيدًا عن الشاطئ وشعر الجميع بالإحباط. تتغير الظروف عندما يتغير اتجاه الرياح وينفخ البالون مرة أخرى باتجاه الشاطئ. يأتي الليل ويتبعون البالون في شاحنة سحب. يصطدم البالون بعمود ويسقط الكيس. يحاولون جميعًا جمع أكبر قدر ممكن من المال، وفجأة تسلط بعض الأضواء عليهم، ويبدأ حشد من الناس في الهتاف بصوت عالٍ خلفهم. عندما أدركوا أنهم على خشبة المسرح وأن المناسبة هي حفل خيري سيحضره الأطفال المشاركون الذين كانوا مع كابير، علموا أيضًا بالحالة المزرية للأطفال الأيتام الذين كان من المقرر تكريمهم من خلال الأعمال الخيرية، وقرروا التبرع بالمال للأيتام. وفي النهاية، أشاد الضيف الرئيسي للحدث - المفوض مي تشاتورفيدي، وهو رئيس كابير، بجميع الحاضرين، وأخبر كابير أيضًا أنه سيحصل على ترقيته وأنه لا يوجد استخدام أفضل لهذه الأموال من التبرع بها لقضية خيرية.

## الممثلون
- سانجاي دوت في دور المفتش كابير نايك: ضابط شرطة لا يقبل الهراء
- ريتيش ديشموك في دور ديشباندو روي: أفضل صديق لبومان وماناف وأدي
- أرشد وارثي في دور أديتيا "آدي" شريفاستاف: شقيق ماناف، وأفضل صديق لروي وبومان.
- اشيش شودهاري بدور بامان بامان (إيك بار بامان)
- جاويد جعفري في دور ماناف شريفاستاف: شقيق آدي وأفضل صديق لبومان وروي.
- بريم شوبرا في دور بوس
- أسراني في دور ناري كونتراكتور، والد بومان غريب الأطوار
- تيكو تالسانيا بصفته المفوض إم آي شاتورفيدي
- فيجاي راز في دور ديف كومار "دي كيه" مالك
- سوهاسيني مولاي في دور صاحبة الأرض
- سانجاي ميشرا بدور داكويت بابو بهاي، صديق روي
- مورالي شارما في دور المفتش كولكارني
- محمد زكي في دور الرجل العجوز الباكي
- فيناي أبتي في دور برابهاكارانا سريبالواردهانا أتاباتو جاياسوريا لاكسمانا شيفراماكريشنا شيفافينكاتا راجاشيكارا سرينيفاسانا تيروتشيرابالي يكيابارامبيل بارامباتور تشيناسوامي موثوسوامي فينوجوبال أيير
- فيجاي باتكار بدور مراقب الحركة الجوية
- رانا جونج بهادور في دور كايلاش، مالك دهابا
- سوريندرا راجان في دور رجل دار الأيتام
- نيناد كامات كمضيف للحدث
- أنكيتا إم شارما في دور شبنم "شابو"، المرأة التي تذهب إلى مستشفى الأمراض العقلية
- ليام مارا
- طارق ظهير
- مانوج باهوا في دور الطيار أميجوت راندهاوا
- كيكو شاردا في دور الشرطي
- د. سانتوش كشرطي اللقاء
- ساهيل شوهان بدور كيد هيميش ريشاميا
- كوروش ديبو في دور أميت ديفيدي، ابن ديفيدي (ضحية عملية احتيال الرسم)
- سانجاي سواراج في دور سمير أجراوال (ظهور خاص)
- كارمفير تشودري في كايلاش دا دابا
- فايبهاف ماثور في دور رجل داكويت
- فيشواجيت سوني بدور سائق السيارة البنغالي
- جايش ثاكار في دور سائق التاكسي

## الموسيقى التصويرية
موسيقى الفيلم من تأليف عدنان سميع وكلمات سمير. كانت الأغنيتان "ديخو ديخو" و"ملكة جمال الهند مارتي موجهي" معروفتين باسم الأغنية الرئيسية، حيث تضمنت الجوقة الرئيسية لكلا الأغنيتين عنوان "دهامال".
| #  | عنوان                                      | المدة |
| -- | ------------------------------------------ | ----- |
| 1. | "Chal Nache Shor Machalein"                | 4:56  |
| 2. | "Chandani Raat Hai Saiyan"                 | 4:22  |
| 3. | "Dekho Dekho Dil Ye Bole"                  | 5:13  |
| 4. | "Miss India Martee Mujhpe"                 | 5:05  |
| 5. | "Chal Nache Shor Machalein" (Instrumental) | 4:22  |
| 6. | "Chandani Raat Hai Saiyan" (Instrumental)  | 4:02  |
| 7. | "Chandani Raat Hai Saiyan" (Remix)         | 4:56  |

## روابط خارجية
- دهامال على موقع IMDb (الإنجليزية)
- دهامال على موقع روتن توميتوز (الإنجليزية)
- دهامال على موقع أول موفي (الإنجليزية)
- دهامال على موقع فيلمافينيتي (الإسبانية)
- دهامال على موقع قاعدة بيانات الفيلم (الإنجليزية)
- دهامال على موقع ليتربوكسد (الإنجليزية)
- دهامال على موقع كينوبويسك (الروسية)